# Edmund Runowicz
Edmund Kazimierz Runowicz (ur. 17 stycznia 1953 w Szczecinie) – polski działacz samorządowy, instruktor harcerski. Prezydent Szczecina od 29 maja 2001 do 21 listopada 2002.

## Życiorys
W 1978 ukończył studia na Wydziale Inżynieryjno-Ekonomicznym Politechniki Szczecińskiej z dyplomem magistra inżyniera transportu. Pracował w Stoczni Szczecińskiej (1978–1980), w latach 1980–1986 pełnił funkcję komendanta Chorągwi ZHP w Szczecinie, a następnie (1986–1989) zastępcy naczelnika ZHP w Warszawie.
W latach 1988–1990 pełnił funkcję wiceprezydenta Szczecina ds. społecznych. 12 września 1994 został powołany na stanowisko sekretarza miasta Szczecina. 29 maja 2001 został wybrany przez Radę Miasta prezydentem Szczecina; w wyborach samorządowych w 2002 r. ubiegał się ponownie o urząd prezydenta Szczecina, tym razem w bezpośrednich wyborach, jako kandydat bezpartyjny z poparciem komitetu wyborczego SLD–UP. W I turze zdobył 23,80% poparcia (24 199 głosów), wchodząc do drugiej tury z Marianem Jurczykiem, który otrzymał w pierwszej turze 27,81% głosów. W II turze przegrał z Marianem Jurczykiem zdobywając 46,57% poparcia (47 049 głosów). Urząd Prezydenta Szczecina sprawował do dnia 21 listopada 2002 r.
W 2002 odznaczony Krzyżem Kawalerskim Orderu Odrodzenia Polski.